# Osmia sparsipuncta
Osmia sparsipuncta là một loài Hymenoptera trong họ Megachilidae. Loài này được Alfken mô tả khoa học năm 1914.